# Glasgow (Missouri)
Glasgow és una població dels Estats Units a l'estat de Missouri. Segons el cens del 2000 tenia 1.263 habitants.

## Demografia
Segons el cens del 2000, Glasgow tenia 1.263 habitants, 495 habitatges, i 317 famílies. La densitat de població era de 366,7 habitants per km².
Dels 495 habitatges en un 33,5% hi vivien nens de menys de 18 anys, en un 50,1% hi vivien parelles casades, en un 10,9% dones solteres, i en un 35,8% no eren unitats familiars. En el 33,3% dels habitatges hi vivien persones soles el 16,6% de les quals corresponia a persones de 65 anys o més que vivien soles. El nombre mitjà de persones vivint en cada habitatge era de 2,45 i el nombre mitjà de persones que vivien en cada família era de 3,14.
Per edats la població es repartia de la següent manera: un 27,2% tenia menys de 18 anys, un 7,8% entre 18 i 24, un 25,7% entre 25 i 44, un 20% de 45 a 60 i un 19,3% 65 anys o més.
L'edat mediana era de 38 anys. Per cada 100 dones de 18 o més anys hi havia 83,8 homes.
La renda mediana per habitatge era de 30.242 $ i la renda mediana per família de 36.806 $. Els homes tenien una renda mediana de 24.188 $ mentre que les dones 17.130 $. La renda per capita de la població era de 14.544 $. Entorn del 7,1% de les famílies i el 10,8% de la població estaven per davall del llindar de pobresa.

## Poblacions més properes
El següent diagrama mostra les poblacions més properes.